# Danh sách đảo Hàn Quốc
Danh sách đảo của Đại Hàn Dân Quốc được liệt kê ở dưới đây, phân theo tỉnh. Danh sách này còn thiếu hầu hết các đảo không người ở.

## Đảo trongHoàng Hải
Từ bắc xuống nam

### Incheon

#### Ganghwa
- Boreumdo
  - Achado
  - Bido
  - Maldo
  - Suribong
  - Yongrando
- Donggeomdo
- Ganghwa
  - Eoyujeongdo
  - Gogado
  - Maeumdo
  - Songgado
- Gyodongdo
- Jumundo
  - Bunjido
  - Seokdo
  - Suseom
  - Susido
- Seogeomdo
  - Goiriseom
  - Mibeopdo
  - Nabdo
- Seokmodo
  - Ddannapseom
  - Daeseom
  - Daesongdo
  - Dolseom
  - Gijangseom
  - Sosongdo
- Woodo

#### Ongjin
- Baegado
  - Beolseom
  - Budo
  - Doryangdo
  - Gyeseom
  - Gwando
  - Gwangdaedo
  - Jido
  - Meongaeseom
  - Nabdo
  - Oseom
  - Uldo
- Baengnyeong
- Daecheong
- Daechojido
- Daeijakdo
- Deokjeokdo
  - Meokdo
- Dongbaekdo
- Eopyungdo
- Gabjukdo
- Gado
- Gakheuldo
  - Anggakheuldo
  - Tonggakheuldo
  - Jungtonggakheuldo
  - Sotonggakheuldo
- Gureopdo
- Hangdo
- Jangbongdo
  - Amseodo
  - Bigajido
  - Dongmando
  - Sado
  - Seomando
  - Seonmido
  - Wado (island)
- Jawoldo
- Modo
- Mungapdo
- Mungtungdo
- Odo
- Saseungbongdo
- Seongapdo
- Seonjaedo
  - Cheukdo
  - Oihangdo
- Seungbongdo
  - Gumdo
  - Budo
  - Sanggonggyungdo
- Sido
- Sindo
- Socheong
- Sochojido
- Sogado
- Soijakdo
- Yeongheung
- Yeonpyeong
  - Daeyeonpyeongdo
  - Soyeonpyeongdo
  - Chaekdo
  - Moido
  - Kujido
  - Geodo
  - Soyado

#### Other
- Jakyakdo
- Muuido
- Palmido
- Silmido
- Se-eodo
- Songdo (đảo nhân tạo)
- Yongyudo, Yeongjongdo - hiện đã nối liền vào Sân bay quốc tế Incheon

### Gyeonggi

#### Ansan
- Bultando
- Daebu
- Pungdo
- Seongamdo
- Yukdo

#### Hwasung
- Eodo
- Gukhwado
- Hyungdo
- Jebudo
- Ueumdo

### Chungcheong Nam

#### Dangjin
- Daejodo
- Haengdando
- Nanjido

#### Seosan
- Bunjeomdo
- Ganwoldo
- Gopado
- Jeodo
- Ungdo
- Woodo

#### Taean
- Ando
- Anmyeondo
- Dujido
- Gauido
- Quần đảo Gyeokryeolbi
  - Bukgyeokryeolbido
  - Donggyeokryeolbido
  - Seogyeokryeolbido
- Hwangdo
- Jukdo, TaeanJukdo
- Mado
- Napasudo
- Oedo
- Oepasudo
- Ongdo
- Sinjindo

#### Hongseong
- Jukdo

#### Boryeong
- Bingdo
- Chudo
- Godaedo
- Heoyukdo
- Hodo
- Hyojado
- Janggodo
- Jukdo
- Nokdo
- Oeyeongdo
- Sapsido
- Sodo
- Songdo
- Wonsando
- Woldo
- Yukdo

#### Seocheo
- Yubudo

## Đảo trongNam Hải (Triều Tiên)
Từ tây sang đông.

### Jeolla Nam
- Anma-do
- Choramdo
- Chuja Gundo
- Hauido
- Hwa-do
- Imjado
- Đảo Jindo
- Naenarodo
- Nohwado
- Odongdo
- Oenarodo
- Geomundo
  - Sodo (Seodo)
  - Sunhodo (Dongdo)
- Saengildo
- Sangtedo
- Sinjido
- Yeoseodo
- Wando

### Jeju (tỉnh)
- Chujado
- Hoenggando
- Jeju
- Gapado
- Marado
- Udo

### Gyeongsang Nam
- Geojedo
- Oedo

## Đảo trongbiển Nhật Bản
Từ bắc xuống nam

### Gyeongsang Bắc
- Ulleungdo
- Jukdo

## Đảo nội địa

### Seoul
Đảo nằm trên sông Hán:
- Seonyudo
- Yeouido
- Bamseom
- Nodeulseom

### Gangwon
- Namiseom (đảo Nami)